# Lyman alfa-skogen
Lyman alfa-skogen är en summa av absorptionslinjer av Lyman alfa-övergången i neutralt väte. Dessa uppstår då ljuset från avlägsna kvasarer passerar genom moln av väte innan det når jorden. Att det blir en "skog" av linjer beror på rödförskjutningen i ett expanderande universum. Lyman alfa-skogar observeras i våglängderna för synligt ljus samt ultraviolett strålning och har flera intressanta egenskaper för kosmologin. De berättar bland annat om mängden och distributionen av materia i universum och även om bildandet av galaxer och större strukturer.

## Beskrivning
Lymanserien är en serie av energinivåer för elektronövergångar i väte. Linjerna i serien är de emissionslinjer i det ultravioletta spektrumet som uppkommer när en elektron faller från en högre energinivåer (n≥2) tillbaka till sin grundnivå (n=1) vilket skickar ut en foton av en speciell energimängd. Motsvarande absorptionslinjer uppkommer då väte istället träffas av en foton och en elektron exciteras. De olika linjerna betecknas med grekiska bokstäver, Lyman alfa, Lyman beta osv. Våglängderna för de olika linjerna fås med Rydbergs formel för väte:
{\displaystyle {1 \over \lambda }=R_{H}\left({\frac {1}{1^{2}}}-{\frac {1}{n^{2}}}\right)}
där RH = 1,097 * 107 m-1 är Rydbergs konstant för väte och n = 2,3,4… motsvarar den övre energinivån. Den energiövergången som är mest intressant inom kosmologi är Lyman alfa-linjen, den nivå som motsvarar att en elektron går mellan grundnivån och den näst lägsta nivån, n=2. Denna linjen har den längsta våglängden i Lymanserien, 121,567 nm, och motsvarande frekvens på 2,47 * 1015 Hz. Den kortaste våglängden en linje i serien kan ha, då n = ∞, är 91,127 nm.
Lyman alfa-skogen är den summa av absorptionslinjer som motsvarar Lyman alfa-övergången i spektra från kvasarer och i viss mån även avlägsna galaxer. Linjerna uppkommer i intergalaktiska moln av neutralt väte genom vilka ljuset från källan färdas innan det observeras på jorden. Vätet exciteras genom att absorbera fotonerna som motsvarar Lyman alfa-övergången. Anledningen till att det blir en ”skog” av linjer är att ljuset kontinuerligt rödförskjuts i och med universums expansion under den tiden det färdas genom universum. På så sätt är det olika våglängder sett till det ursprungliga ljuset som absorberas på vägen. Eftersom molnen befinner sig på olika avstånd mellan oss och ljuskällan så ger de unika ”fingeravtryck” på olika platser i det observerade spektrumet.
Lyman alfa-skogen är en viktig metod för att undersöka det intergalaktiska mediet och kan användas för att bestämma inte bara hur vanligt förekommande dessa moln är utan även dess densiteter och temperaturer. Man kan även söka efter absorptionslinjer för helium och andra tyngre grundämnen och matcha rödförskjutningen för dessa mot dem för väte.

## Varianter av Lyman-system

### Dämpade Lyman alfa-system
System som har en kolumndensitet på ca 1020 atomer*cm-2 eller mer, vilket ungefär motsvarar interstellär gas i nutida spiralgalaxer, producerar breda absorptionslinjer på Lyman alfa-våglängden och kallas dämpade Lyman alfa-system. Dessa är ganska ovanliga och tror vara föregångarna till spiralgalaxer. De förekommer på rödförskjutningar upp till ungefär 3. Problemet med att dessa moln skulle vara protogalaktiska moln är att det förekommer ca tio gånger fler sådana system vid en rödförskjutning 3 än man kan förutsätta genom att extrapolera bakåt antalet spiralgalaxer man ser idag. Detta skulle kunna förklaras med att galaxer som har en hög rödförskjutning omges av gasmoln eller skivor av neutralt väte som förstörs när galaxen utvecklas. En annan möjlig teori är att många av dessa system blir till galaxer med liten ljusstyrka på ytan som inte är speciellt effektiva på att producera stjärnor.

### Lymangräns-system
System som har en kolumndensitet på ca 1017 atomer*cm-2 kallas Lymangräns-system och är vanligare förekommande än de dämpade systemen. De är tillräckligt kompakta för att blockera strålning av de våglängder som ligger nära gränsen för fotojonisering av linjerna i Lyman alfa-serien. Strålningen kan alltså inte nå in till mitten av systemen då de yttre delarna skärmar av tillräckligt effektivt. En del av vätet inuti molnet kommer därför att förbli neutralt. En diskontinuitet vid Lymangränsen (91,127 nm) kan detekteras i spektra från dessa system.

### Lyman alfa-skogen
System med en kolumndensitet på ca 1014 atomer*cm-2 ger skarpa absorptionslinjer för Lyman alfa-våglängden. Det är dessa linjer som bildar Lyman alfa-skogen, det blir en skog av linjer i spektrumet från en kvasar. Dessa system är väldigt vanliga i universum och har flera intressanta egenskaper.
De bevisar att kvasarer kan jonisera det intergalaktiska mediet. Nummerdensiteten för system mellan jorden och olika kvasarer är väldigt lika vilket stärker intrycket av att absorptionslinjerna har sitt ursprung i objekt mellan källan och jorden och inte är kopplade direkt till kvasaren.
Lyman alfa-skogen från en enskild kvasar med hög rödförskjutning sträcker sig oftast över ett brett spann av rödförskjutningar och man kan därför anta att det ska synas skillnader i hur tätt absorptionslinjerna förekommer. Detta har att göra med universums utveckling och ju högre rödförskjutning desto fler Lyman alfa-system.
Man tror att ultraviolett strålning från kvasarer är den största källan till att jonisera intergalaktisk gas. Att antalet kvasarer är begränsat tyder även på att Lyman alfa-systemen nära en kvasar är mer joniserade än andra.

## Observationer

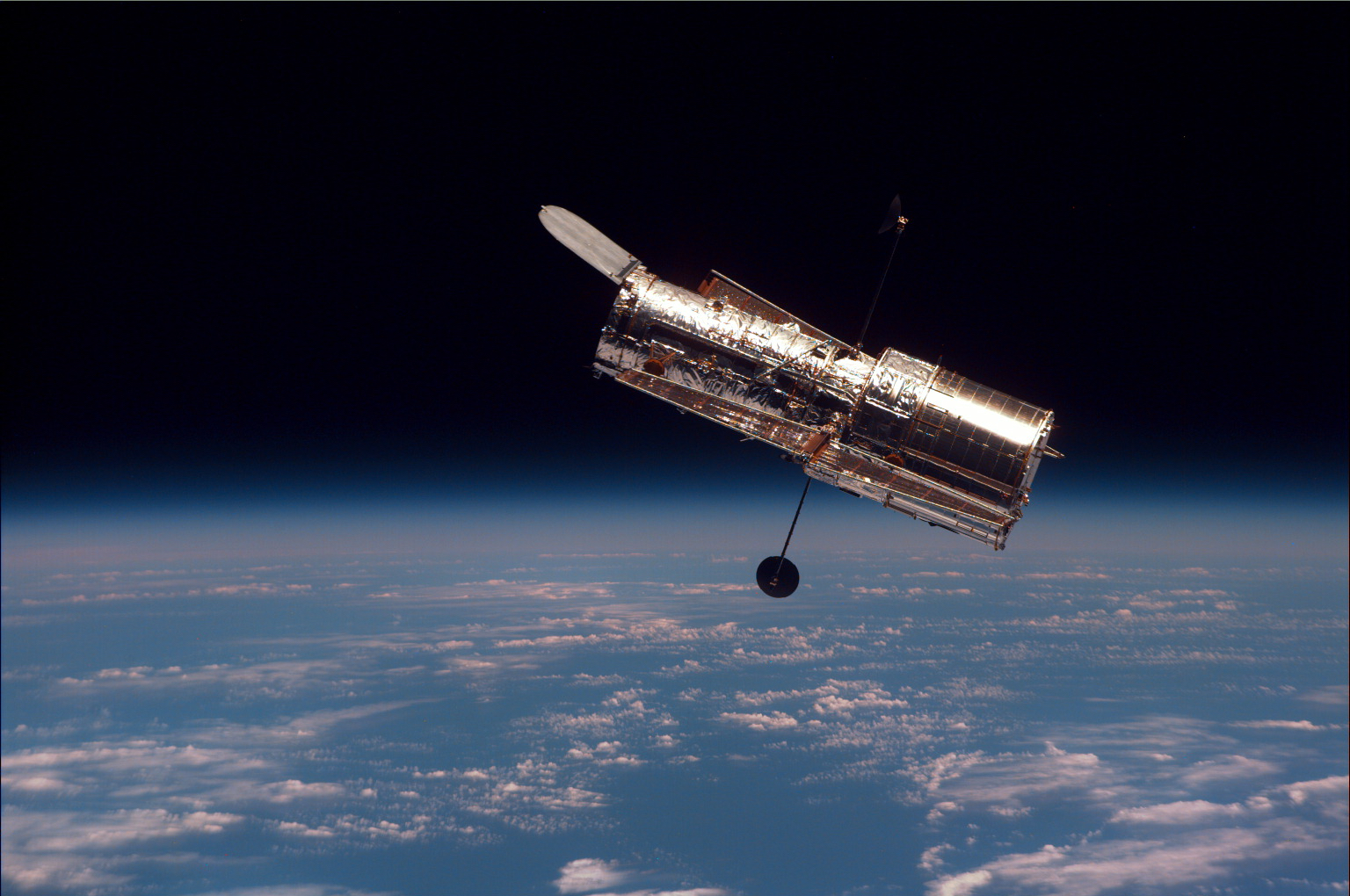
Med Hubbleteleskopet kan man göra mätningar på Lyman alfa-skogar med låg rödförskjutning.

Både ultraviolett strålning och synligt ljus används för att observera Lyman alfa-skogar. Man kan idag studera sådana spektra från kvasarer på upp till ungefär 6 i rödförskjutning. Den stora träffytan för Lyman alfa-övergången då ljuset färdas mot jorden gör detta till den otvivelaktigt känsligaste mätmetoden för att detektera baryoner för en nästan godtycklig rödförskjutning. Det finns två stycken begränsande faktorer för studier av Lyman alfa-skogar, dels den spektrala upplösningen och dels brusvärdet. Vid tidig spektroskopi på 60-talet kunde man få en upplösning på ungefär 1-2 nm vilket nätt och jämnt var tillräckligt för att kunna urskilja spridningen av hastigheter från avlägsna galaxhopar. År 1979 kunde man få en upplösning på 0,08 nm, 1984 var den förbättrad till 0,025 nm och 1990 kunde man göra mätningar med 0,008 nm i upplösning.
Brusvärdet per upplösningsenhet förbättras dock inte med högre spektral upplösning och det krävdes därför tidigare ett stort antal mätningar med stora teleskop för att få ett högupplöst spektrum av en kvasar. På grund av detta utvecklades olika metoder för att extrahera information från Lyman alfa-skogen. Man kunde antingen göra detaljerade analyser av enskilda högupplösta spektra eller enklare analyser av stora mängder lågupplöst data. Senare teleskop med bättre både upplösning och brusvärde har förbättrat den här typen av mätningar avsevärt. I och med användningen av Hubbleteleskopet och dess spektrometer för ultraviolett strålning blev det även möjligt att i viss mån göra mätningar på Lyman alfa-skogen även för rödförskjutningar på mindre än ca 2,5. Dessa går inte att mäta inom det synliga ljuset utan de måste mätas i det ultravioletta spektrumet eftersom Lyman alfa-linjen har en våglängd på 121,567 nm.
För högupplösta spektra, där Lyman alfa-linjen går att urskilja, har man funnit att formen på linjerna ganska väl går att approximera med en Voigtprofil, en sammansättning av en Gausskurva och en Lorentzkurva, vilket är vanligt inom spektroskopi. De storheter som går att utläsa för varje linje är då linjebredden, kolumndensiteten samt rödförskjutningen.

## Kosmologisk information
Lyman alfa-skogar är en väldigt användbar källa till information om fysikalisk kosmologi. Den främsta användningen av metoden har man för att bestämma mängd och position för materia i universum, men den används även inom en rad andra områden. Eftersom det först och främst går att se ljus från kvasarerna över huvud taget så kan man begränsa hur mycket neutralt väte det finns mellan jorden och källan och även hur det är distribuerat. Tidigare trodde man att det intergalaktiska mediet var jämnt fördelat mellan jorden och kvasarer vilket i så fall skulle leda till absorption på alla positioner i spektra mellan oss och kvasaren. Observationer tyder dock på att mediet är ihopklumpat till separata regioner.
Vidare kan analyser av Lyman alfa-skogar säga mycket om hur universum utvecklas och hur dess strukturer bildas. Gasmolnen är inte lika massiva som galaxer. Man har istället gjort datasimuleringar som visar att det är möjligt att galaxer kan bildas från dessa system genom att bara starta utifrån små fluktuationer i materiadensiteten och sedan endast låta gravitation och de andra kända krafterna verka. Regionerna med neutralt väte är formade genom att gas samlas i gravitationella potentialbrunnar inräknat all materia och inte bara den synliga. De är därmed ett tecken på att mörk materia existerar. Man har fått numeriska simuleringar att överensstämma bra med observationer vilket visar att det inte kan finnas för mycket varm mörk materia, partiklar som rör sig mycket nära ljushastigheten. Detta då för mycket sådan skulle utplåna småskaliga strukturer.
Lyman alfa-systemen innehåller även deuterium. Deuterium skapades i det mycket tidiga universum och man tror att det inte nyskapas något efter det, bara förstörs. Även deuterium absorberar ljus från kvasarer och kan därför mätas precis som 1H (protium). Man förutsätter att allt deuterium i systemen har sitt ursprung i det tidiga universum och har sedan mätt mängden i många av systemen. Detta ger det hittills bästa värdet man har fått på mängden deuterium i universum och med nukleosyntesberäkningar från Big Bang kan man även få fram ett bra mått på baryontätheten i universum. Hydrodynamiska simuleringar av hierarkisk strukturformation tyder på att den största delen baryoner finns i det intergalaktiska mediet som har en rödförskjutning större än 2. Galaxer med hög rödförskjutning skulle då utgöra endast en mindre del av mängden materia till skillnad mot vad observationer gjorda på lägre rödförskjutning tyder på.